# Liantor
Liantor (en rus: Лянтор) és una ciutat de Rússia, del Districte Autònom Khanti-Mansi — Iugrà. La població és, segons el cens rus de 2021, de 40.977 habitants. Liantor es troba a la riba del riu Pim, un afluent de l'Obi, a 79 km al nord-oest de Surgut, a 184 km al nord-est de Khanti-Mansisk, a 625 km al nord-est de Tiumén i a 2.074 km al nord-est de Moscou.

## Història
Liantor fou fundada el 1967 al lloc d'un poble de pescadors per la descoberta d'un jaciment de petroli i de gas natural als voltants. Rebé l'estatus de vila urbana el 1980 i el de ciutat el 1992. L'economia de la ciutat es basa sobretot en l'extracció de petroli.